# Botryotinia moricola
Botryotinia moricola är en svampart som först beskrevs av I. Hino, och fick sitt nu gällande namn av W. Yamam. 1959. Botryotinia moricola ingår i släktet Botryotinia och familjen Sclerotiniaceae.   Inga underarter finns listade i Catalogue of Life.